# Stora Herrestad
Stora Herrestad é uma localidade da Suécia, situada na província histórica da Escânia.

Tem cerca de 293 habitantes, e pertence à Comuna de Ystad.

Está situada a 6 km a nordeste de Ystad.